# Нёда
Нёда (нем. Nöda) — община в Германии, в земле Тюрингия. 
Входит в состав района Зёммерда. Подчиняется управлению Грамме-Ауэ.  Население составляет 821 человек (на 31 декабря 2010 года). Занимает площадь 4,30 км².